# Parochthiphila nartshukella
Parochthiphila nartshukella är en tvåvingeart som beskrevs av Tanasijtshuk 1968. Parochthiphila nartshukella ingår i släktet Parochthiphila och familjen markflugor. Inga underarter finns listade i Catalogue of Life.